# Tuamotusångare
Tuamotusångare (Acrocephalus atyphus) är en fågel i familjen rörsångare inom ordningen tättingar. Den förekommer i Polynesien i Stilla havet.

## Utseende och läte
Tuamotusångaren är en medelstor slank rörsångare med kraftigt ögonbrynsstreck och mörkt ögonstreck. Den förekommer i två färgformer, dels en roströd med rostbrun ovansida och ljus undersida med kanelbrun anstrykning, dels en grå med kallt ljusgrå ovansida och gråbeige undersida. Lätet är ett hårt och lågt "chru" som ofta följs av en kort visslad melodi.

## Utbredning och systematik
Tuamotusångare förekommer i Tuamotuöarna och delas in i sex underarter med följande utbredning:
- Acrocephalus atyphus atyphus – nordvästra Tuamotuarkipelagen
- Acrocephalus atyphus ravus – sydöstra Tuamotuarkipelagen
- Acrocephalus atyphus palmarum – ön Anaa
- Acrocephalus atyphus niauensis – ön Niau
- Acrocephalus atyphus eremus – ön Makatea
- Acrocephalus atyphus flavidus – ön Napuka

### Familjetillhörighet
Rörsångarna behandlades tidigare som en del av den stora familjen sångare (Sylviidae). Genetiska studier har dock visat att sångarna inte är varandras närmaste släktingar. Istället är de en del av en klad som även omfattar timalior, lärkor, bulbyler, stjärtmesar och svalor. Idag delas därför Sylviidae upp i ett flertal familjer, däribland Acrocephalidae.

## Status
Arten har ett relativt litet utbredningsområde och världspopulationen är okänd, men beståndet verkar vara stabilt. Därför kategoriserar IUCN arten som livskraftig.